# Almocatracía
Se llama almocatracía a un antiguo derecho sobre los tejidos de lana que se hacían o vendían y era de tantos maravedíes en pieza y tantos en vara. 
Para ello, se resellaban los tejidos que era la señal de haber pagado este derecho. Así consta de un privilegio original que existe en el archivo del Marqués de Belgida y es el que cita la autoridad siguiente: Vectigal super textile taneum. Ximen. Anal, eclesiást. de Jaén, año de 1571. pág. 350. 
A 22 del mismo mes y año y en las mismas Cortes de Toro se halla por confirmador (el Obispo Don Nicolás de Biedma) en un privilegio que el Rey Don Enrique concedió a Pedro Ruiz de Torres... por el cual en remuneración de sus grandes servicios, especialmente en la defensa de la Ciudad de Jaén, le hizo merced de su almocatracía y de otros muchos derechos en la misma Ciudad. Dicho privilegio refiere Argote de Molina , lib. 2. cap. 124.